# 암모나이트 (영화)
《암모나이트》(영어: Ammonite)는 2020년 개봉한 영국, 오스트레일리아의 로맨틱 드라마 영화이다. 프랜시스 리가 감독과 각본을 맡았다. 배우 케이트 윈슬렛이 고생물학자 메리 애닝을 연기한다. 2020년 칸 영화제에 공식 초청되었다. 2020 토론토 영화제에서 전 세계 최초로 공개되었다.

## 출연진
- 케이트 윈슬렛 - 메리 애닝 역
- 시얼샤 로넌 - 샬럿 머치슨 역
- 피오나 쇼 - 엘리자베스 필폿 역
- 제마 존스 - 몰리 애닝 역
- 제임스 매카들 - 로더릭 머치슨 역
- 알레크 세커레아누 - 리버슨 박사 역
- 클레어 러시브룩 - 엘리너 버터스 역